# Манастир Петковица код Шапца
Манастир Петковица је женски манастир припада Епархији шабачкој Српске православне цркве. Налази се на територији Града Шапца у атару истоименог села. Потиче из друге половине 13. века, чији настанак народно предање везује за краља Драгутина.
Манастир представља непокретно културно добро као споменик културе од великог значаја.
Старешина манастира је игуманија мати Вера (Мићић), са сестринством на челу од 5. јануара 2006. године.

## Историја
Доласком Турака на ово подручје (1521. године), манастир је опустео, али само привремено. Већ 1561. године у манастирску цркву долази зворнички епископ Павле, што доказује да манастир живи. По заповести овог митрополита овде је 1576. писан један типик. У овом се манастиру замонашио сегедински митрополит Георгије, који је 1579. и 1581. дао цркви прилоге у књигама. Петковица се спомиње и у 16. и17. веку током којих је постојала и радила преписивачка школа, а када су Аустријанци преузели од Турака ове крајеве 1718. године, у манастиру је била школа за спремање свештеника. Током устанка, после Боја на Мишару, Турци су попалили цркве и манастире по Мачви, а међу њима и манастир Петковицу. Одмах после ослобођења од Турака манастир је обновљен, али поново страда у Првом и Другом светском рату.

## Изглед манастира
Садашњи манастир је саграђен крајем 19. века на старијем култном месту. Изведен је под утицајем моравске стилске школе, као издужена грађевина триконхалне основе са три простране апсиде на истоку, две певничке и једном олтарском које су споља полигоналне а изнутра полукружне. На споју апсида уздиже се осмострана купола. Изнад припрате са галеријом, доста мањом у односу на наос, уздиже се високи звоник. У олтарском простору дефинисани ђаконикон и проскомидија у облику издужених и лучно засведених ниша са јужне и северне стране. Дрвена олтарска преграда мањих димензија богато је украшена дуборезом на коме доминирају биљни мотиви. Иконе се приписују Николи Марковићу, с изузетком бочних двери које су из касније фазе.
Фасадне површине омалтерисане и окречене у бело оживљене су соклом од тесаних гранитних блокова кровним хоризонталним венцем који тече дуж целе грађевине и плитким паластрима међусобно повезаним аркадама. На свим зидним платнима, осим западног, постављени су издужени прозорски отвори у облику лучно засведених монофора. На западној фасади, поред тога што је главни портал наглашен посебном конструкцијом са забатом, истиче се завршни тимпанон оивичен са свих страна профилисаним венцем.
Двоспратни звоник који надвисује западну фасаду украшен је пиластрима на ивицама и хоризонталним венцима у врху. у Доњој етажи су постављене четири монофоре, а у горњој четири мања и удвојена прозора.